# Joan Rivers

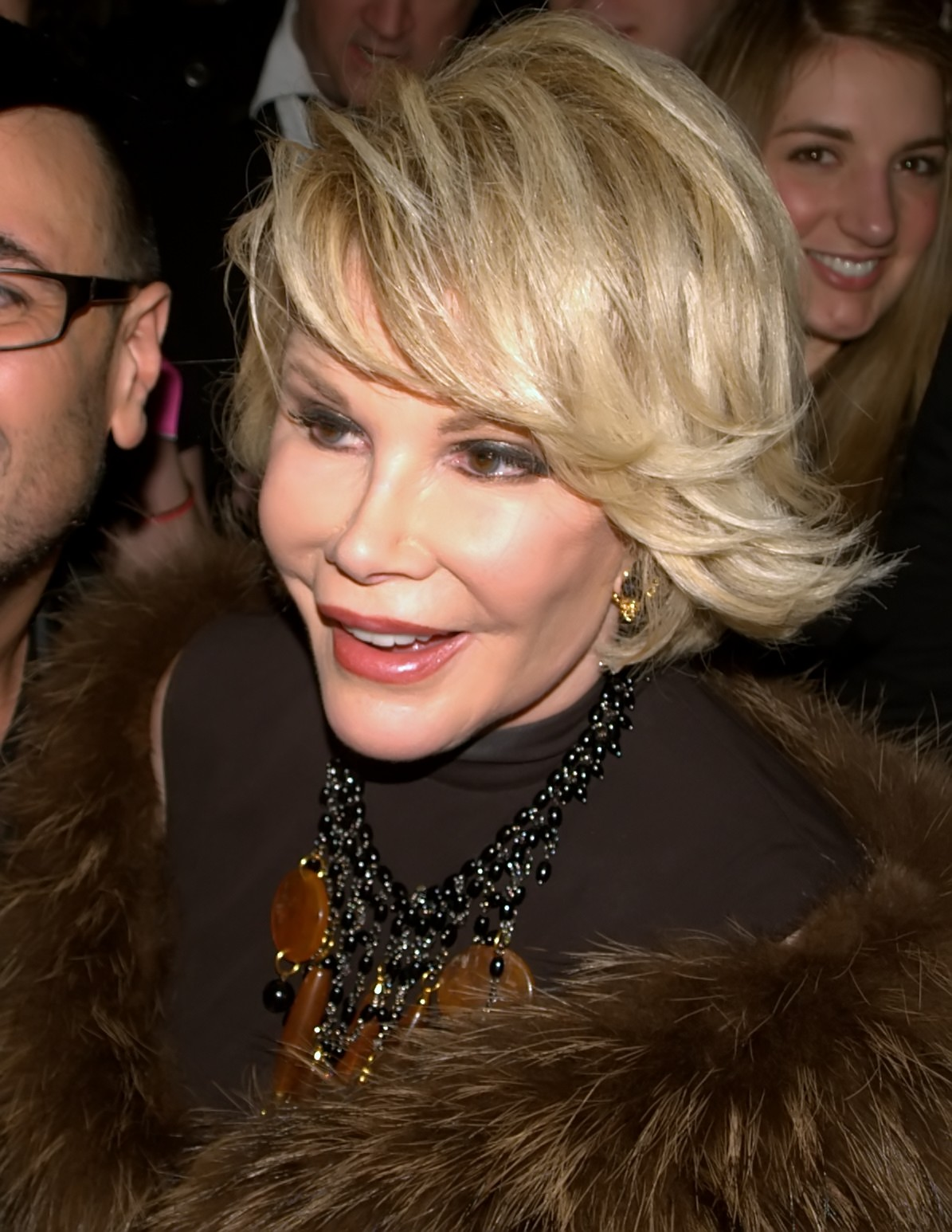
Joan Rivers, 2010.

Joan Rivers, ursprungligen Joan Alexandra Molinsky, född 8 juni 1933 i Brooklyn i New York, död 4 september 2014 i New York, var en amerikansk skådespelare, komiker, TV-talkshowvärd och affärskvinna. Rivers komiska stil handlade mycket om att driva med sig själv och andra kändisar.
Rivers blev först känd när hon 1965 deltog som gäst i The Tonight Show, där Johnny Carson var programledare, en person som hon senare har kallat för sin mentor. Framträdandet präglades av vad som skulle komma att bli hennes signum som komiker, att retas med kändisar, men även sig själv med återkommande skämt om sina omfattande plastikkirurgiska ingrepp. Efter att Joan Rivers lanserat ett konkurrerande program, The Late Show, talade Johnny Carson aldrig med henne igen. Joan Rivers skrev tolv bästsäljande böcker och manus till en rad tv- och teaterproduktioner.
Rivers avled 2014 efter allvarliga komplikationer – inklusive hjärtstillestånd – som uppstod efter en halsoperation på en klinik i Yorkville på Manhattan. 
Tillsammans med Edgar Rosenberg fick hon år 1968 dottern Melissa Rivers. Joan och Melissa Rivers spelade sig själva i TV-filmen Tears and Laughter: The Joan and Melissa Rivers Story (1994).

## Filmografi
| År   | Titel                                    | Kommentar                         |
| ---- | ---------------------------------------- | --------------------------------- |
| 1965 | Once Upon a Coffee House                 |                                   |
| 1968 | The Swimmer                              |                                   |
| 1978 | Rabbit Test                              | Även regissör och manusförfattare |
| 1981 | Uncle Scam                               |                                   |
| 1984 | Mupparna på Manhattan                    |                                   |
| 1987 | Les Patterson Saves the World            |                                   |
| 1987 | Det våras för rymden                     | Röst                              |
| 1988 | Pee-Wee's Playhouse Christmas Special    |                                   |
| 1989 | Titta han snackar!                       | Röst                              |
| 1992 | Lady Boss                                |                                   |
| 1993 | Public Enemy #2                          |                                   |
| 1994 | Serial Mom                               |                                   |
| 1994 | Börja om på nytt                         | Som sig själv                     |
| 1995 | Napoleon                                 | Röst                              |
| 1999 | Goosed                                   |                                   |
| 2000 | The Intern                               |                                   |
| 2000 | Whispers: An Elephant's Tale             | Röst                              |
| 2002 | The Making and Meaning of 'We Are Family | Dokumentär                        |
| 2002 | Hip! Edgy! Quirky!                       |                                   |
| 2004 | Shrek 2                                  | Röst                              |
| 2004 | First Daughter                           |                                   |
| 2007 | The Last Guy on Earth                    |                                   |
| 2010 | Joan Rivers: A Piece of Work             | Biografisk dokumentär             |
| 2010 | Wall Street: Money Never Sleeps          |                                   |
| 2011 | Smurfarna                                |                                   |
| 2011 | Tower Heist                              |                                   |
| 2013 | Iron Man 3                               |                                   |
| 2014 | The Story of the Swimmer                 | Dokumentär                        |